# Азербайджан на Универсиадах
Азербайджан принимает участие в Универсиадах начиная с летней Универсиады 1993 года в Буффало. На зимних Универсиадах спортивная делегация Азербайджана участвует начиная с Универсиады 2007 года в Турине.
На настоящее время спортсмены Азербайджана на всех Универсиадах завоевали в сумме 50 медалей, из них 13 золотых.
До 1993 года спортсмены Азербайджана выступали на Универсиадах в составе спортивной делегации СССР.

## Медальный зачёт
По состоянию на настоящий момент (после летней Универсиады 2021 и зимней Универсиады 2023).

### Медали на летних Универсиадах
| Универсиады    | Золото               | Серебро              | Бронза               | Всего                | Место                |
| -------------- | -------------------- | -------------------- | -------------------- | -------------------- | -------------------- |
| 1993 Буффало   | 0                    | 0                    | 0                    | 0                    | —                    |
| 1995 Фукуока   | 0                    | 0                    | 0                    | 0                    | —                    |
| 1997 Сицилия   | 0                    | 0                    | 0                    | 0                    | —                    |
| 1999 Пальма    | 0                    | 0                    | 0                    | 0                    | —                    |
| 2001 Пекин     | 0                    | 1                    | 0                    | 1                    | 38                   |
| 2003 Тэгу      | 0                    | 0                    | 0                    | 0                    | —                    |
| 2005 Измир     | 0                    | 0                    | 2                    | 2                    | 55                   |
| 2007 Бангкок   | 1                    | 0                    | 0                    | 1                    | 45                   |
| 2009 Белград   | 2                    | 0                    | 0                    | 2                    | 28                   |
| 2011 Шэньчжэнь | 0                    | 2                    | 0                    | 2                    | 45                   |
| 2013 Казань    | 3                    | 4                    | 7                    | 14                   | 21                   |
| 2015 Кванджу   | 2                    | 0                    | 1                    | 3                    | 27                   |
| 2017 Тайбэй    | 3                    | 1                    | 4                    | 8                    | 24                   |
| 2019 Неаполь   | 2                    | 3                    | 2                    | 7                    | 18                   |
| 2021 Чэнду     | 0                    | 3                    | 6                    | 9                    | 38                   |
| 2023           | Универсиада отменена | Универсиада отменена | Универсиада отменена | Универсиада отменена | Универсиада отменена |
| Всего          | 13                   | 14                   | 22                   | 49                   |                      |

### Медали на зимних Универсиадах
| Универсиады                  | Золото               | Серебро              | Бронза               | Всего                | Место                |
| ---------------------------- | -------------------- | -------------------- | -------------------- | -------------------- | -------------------- |
| 2007 Турин                   | 0                    | 0                    | 0                    | 0                    | —                    |
| 2009 Харбин                  | 0                    | 0                    | 0                    | 0                    | —                    |
| 2011 Эрзурум                 | 0                    | 0                    | 0                    | 0                    | —                    |
| 2013 Трентино                | 0                    | 1                    | 0                    | 1                    | 28                   |
| 2015 Гранада / Штрбске-Плесо | не участвовали       | не участвовали       | не участвовали       | не участвовали       | не участвовали       |
| 2017 Алматы                  | 0                    | 0                    | 0                    | 0                    | —                    |
| 2019 Красноярск              | не участвовали       | не участвовали       | не участвовали       | не участвовали       | не участвовали       |
| 2021                         | Универсиада отменена | Универсиада отменена | Универсиада отменена | Универсиада отменена | Универсиада отменена |
| 2023 Лейк-Плэсид             | не участвовали       | не участвовали       | не участвовали       | не участвовали       | не участвовали       |
| Всего                        | 0                    | 1                    | 0                    | 1                    |                      |